# كورة بلس
كورة بلس (بالإنجليزية: Kora Plus) هي صحيفة مصرية رياضية إلكترونية شاملة ومنصة تلفزيونية ديجيتال، تصدر عن الشركة المتحدة للخدمات الإعلامية، ويُقدم موقع وتلفزيون كورة بلس تغطية شاملة لكافة الأحداث المحلية والعالمية لكرة القدم ولكل البطولات والمسابقات في مختلف الألعاب، وتغطية خاصة لكل الأحداث الرياضية المختلفة على مدار الساعة، وبثاً مباشراً لكافة البطولات المحلية.

## نبذة عن كورة بلس

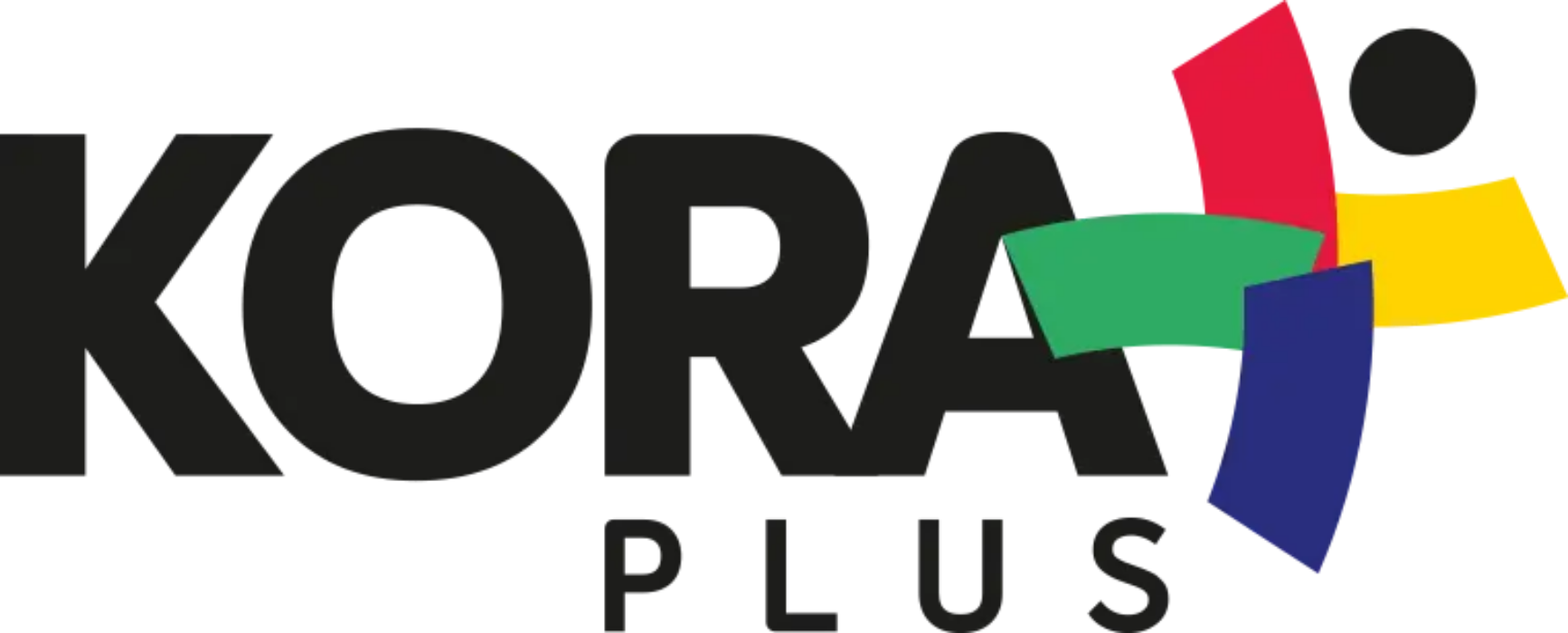
شعار كورة بلس حتى 31 يناير 2025

تعمل كورة بلس على الموقع الإخباري ومن خلال منصتها التلفزيونية وفق القواعد المهنية الأصيلة لمهنة الصحافة، والتى تعطي الأولوية في صناعة الصحافة لإنتاج الأخبار والمعلومات بمصداقية مطلقة، وعمق في التحليل، وشفافية في المعلومات مع الالتزام بمواثيق الشرف لنقابة الصحفيين ونقابة الإعلاميين وضوابط المجلس الأعلى للإعلام، وتعلي كورة بلس على الموقع الإخباري ومن خلال منصتها التلفزيونية من مفهوم الروح الرياضية واللعب النظيف، باعتبار الرياضة وسيلة للتعارف والسلام والتسامح والترفيه، والابتعاد عن كل ما يثير التعصب والكراهية، وهي تبحث دائماً عن الإضافة والمتعة في كرة القدم خصوصاً وفى الرياضة عموماً من خلال الأخبار والمواد التلفزيونية والصور والوسائط البصرية.

## وصلات خارجية
الموقع الرسمي